# ریموند مودی

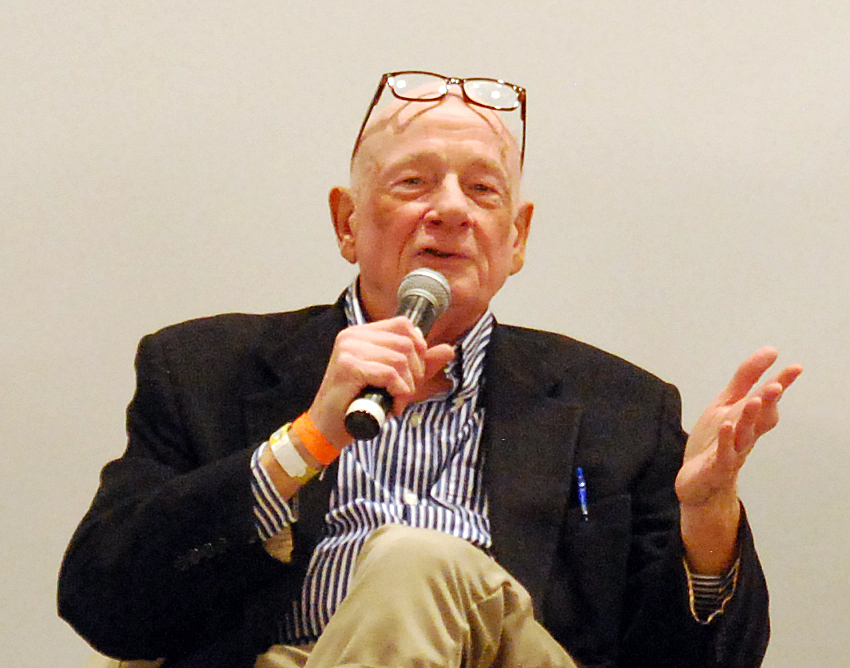
ریموند مودی

ریموند مودی (به انگلیسی: Raymond Moody) روانپزشک آمریکایی (زاده ۱۹۴۴م) است و بیشتر شهرت او به‌خاطر نوشتن کتاب زندگی پس از زندگی است که مربوط به تجربه نزدیک مرگ (اِن دی ئی) می‌باشد.
کتاب دکتر مودی در ایران تحت عنوان بازگشت به زندگی در سال 1363 توسط فرخ سیف بهزاد به فارسی ترجمه و انتشارات فاریاب ان را به چاپ رسانده است.

## زندگی شخصی
ریموند مودی در پرتدرال جورجیا متولد شد و در حال حاضر در آلاباما به‌سر می‌برد. او در رشته فلسفه از دانشگاه ویرجینیا در سال ۱۹۶۶ دانش‌آموخته شد. در سال ۱۹۷۶ تحصیلات خود را در رشته پزشکی به پایان رساند. او تا به حال سه بار ازدواج کرده‌است. او در سال ۲۰۰۴ با شرل ازدواج کرد. آنها یک پسر و یک دختر را به فرزندخواندگی پذیرفته‌اند.

## زندگی حرفه‌ای
معروف‌ترین کتاب مودی، زندگی پس از زندگی با همان نام به‌صورت فیلم درآمد و برنده مدال برنز در گروه روابط انسانی از جشنوارهٔ فیلم نیویورک شد.
دکتر مودی در مصاحبه‌ای با جفری میزلو می‌گوید: بعد از گفتگو با هزاران نفر که تجربیات نزدیک مرگ داشته‌اند شکی ندارم که زندگی ما با مرگ پایان نمی‌گیرد. من در این مورد هیچ شکی ندارم.